# Les Terres-de-Chaux
Les Terres-de-Chaux è un comune francese di 133 abitanti situato nel dipartimento del Doubs nella regione della Borgogna-Franca Contea.

## Società

### Evoluzione demografica
Abitanti censiti